# Anatoli Bibílov
Anatoli Ilich Bibílov (en osetio: Бибылты Ильяйы фырт Анатолий, romanizado: Bibylty Iljajy fyrt Anatolij, en ruso: Анато́лий Ильи́ч Биби́лов; Tsjinvali, 6 de febrero de 1970) es un oficial militar ruso y surosetio, fue presidente de Osetia del Sur, un Estado con reconocimiento limitado, desde 2017 hasta 2022, tras perder las elecciones de 2022 contra el opositor Alán Gaglóyev.

## Biografía
Bibilov nació en el óblast autónomo de Osetia del Sur de la República Socialista Soviética de Georgia en la Unión Soviética. Después del octavo grado, fue a un internado en Tiflis con entrenamiento militar y físico intensivo, y luego se unió a la Escuela Superior de Mando Aéreo en Riazán. Después de graduarse, fue enviado a la 76" División de Asalto Aéreo. Su división fue incluida en el batallón consolidado de fuerzas de paz en Osetia del Sur. Posteriormente se unió al Ejército de Osetia del Sur, al mando de una unidad de fuerzas especiales. Entre 1998 y 2008, se reincorporó a las fuerzas de mantenimiento de la paz, esta vez en un batallón de Osetia del Norte. Participó en la guerra de Osetia del Sur de 2008, organizando la defensa de uno de los distritos de Tsjinvali contra las Fuerzas Armadas de Georgia.

### Carrera política
En octubre de 2008 fue nombrado ministro de situaciones de emergencia de Osetia del Sur. Fue candidato presidencial del partido Unidad en las elecciones presidenciales de 2011. Ganó la primera ronda, pero perdió la segunda vuelta contra Alla Dzhioeva.
Sin embargo, el parlamento de Osetia del Sur declaró inválidas las elecciones y Leonid Tibílov fue finalmente elegido presidente en 2012, en elecciones en las que Bibílov no participó. En junio de 2014 fue elegido presidente del parlamento surosetio. Como jefe del partido Osetia Unida, fue su candidato en las elecciones presidenciales de 2017. Ganó las elecciones en la primera vuelta al obtener el 54,8 % de los votos, asumiendo el cargo el 21 de abril de 2017. Durante su asunción, estuvieron presentes las delegaciones de la República de Artsaj, de las Repúblicas Populares de Donetsk y Lugansk, y de Rusia.

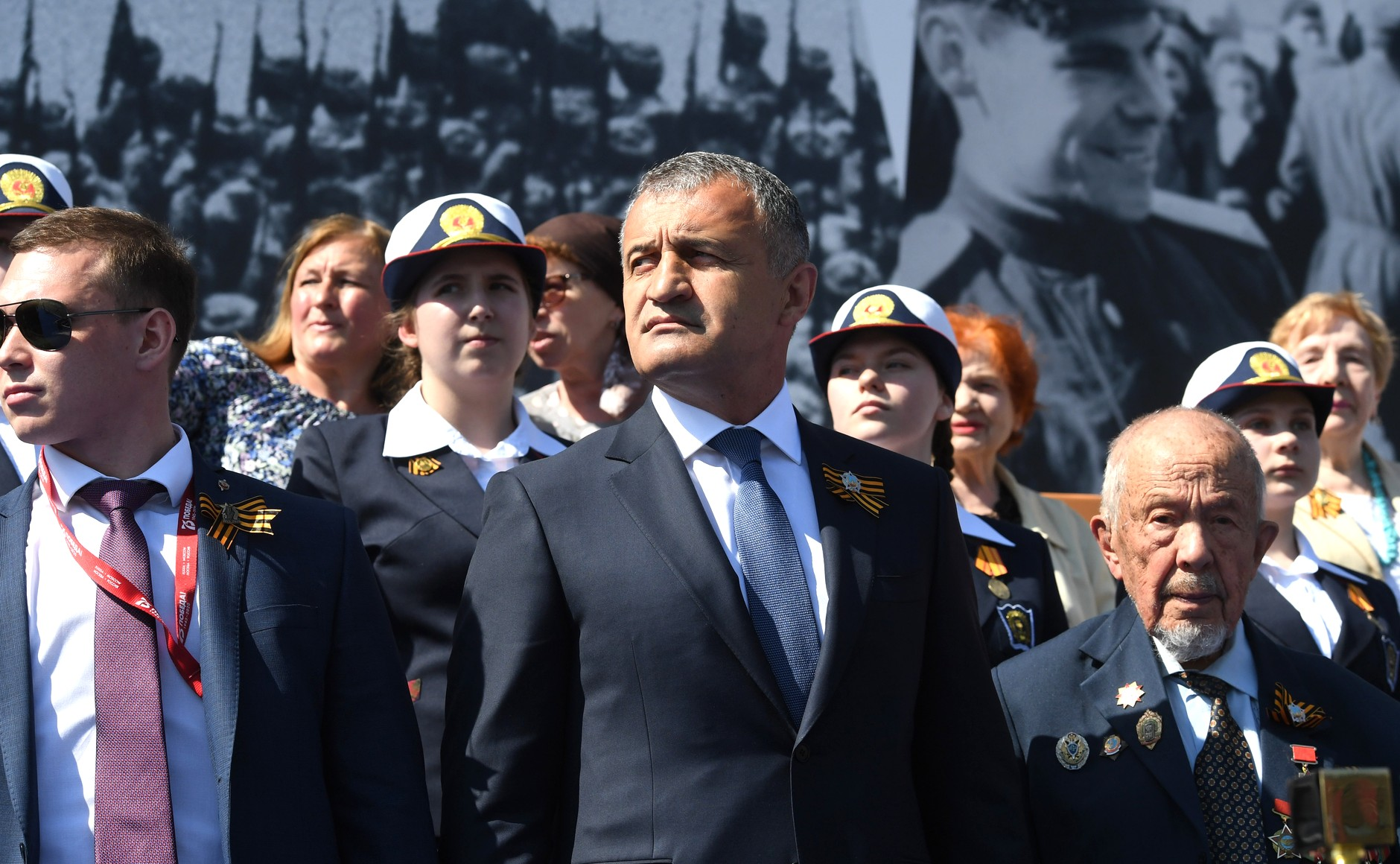
Bibilov en el Desfile del Día de la Victoria de Moscú de 2020 en la Plaza Roja.

En marzo de 2022, con motivo del envío de soldados sudosetios dentro de las Fuerzas Armadas rusas a la invasión de Ucrania, Bibílov declaró que Osetia del Sur apoyaba totalmente a Rusia en su operación militar especial ya que eran conocedores de la barbarie del nacionalismo y el fascismo, a la vez que hacia un llamamiento a los soldados sudosetios a prepararse para un eventual enfrentamiento con Georgia. Tras empezar a conocerse noticias de deserciones y de falta de equipamiento de soldados osetios en el frente, la opinión pública rechazó la postura de apoyo de Bibílov, lo que marcó su campaña electoral para las elecciones presidenciales.
En las elecciones de 2022, obtuvo el 34,95 % de los votos en la primera ronda, siendo superando por el opositor Alán Gaglóyev del partido nacionalista y rusófilo Nijas. quien resultó vencedor en la segunda vuelta con más del 50% de los votos.
El 13 de mayo de 2022, anunció su intención de convocar un referéndum de integración con Rusia, que previsiblemente se celebraría el 17 de julio de 2022. Mientras Georgia ya ha anunciado que dicho referéndum es ilegítimo, el Kremlin ha dicho que respetará la voluntad del pueblo suroseta. Bibílov explicó que la convocatoria responde a la «aspiración histórica del pueblo de la república de Osetia del Sur de reincorporarse a Rusia». El día de la celebración del referéndum los ciudadanos surosetios deberán responder a la pregunta «¿Apoya la unificación de la República de Osetia del Sur y Rusia?».

### Sanciones
En septiembre de 2015, se incluyó en la lista de los sancionados por el conflicto béĺico ocurrido en el este de Ucrania. Bibilov fue reconocido como una persona que crea «amenazas reales y/o potenciales a los intereses nacionales, la seguridad nacional, la soberanía y la integridad territorial de Ucrania». Bibilov probablemente cayó dentro de esta definición debido a las repetidas visitas a las no reconocidas Repúblicas separatistas de Donetsk y Lugansk, así como también a Crimea.

## Condecoraciones
- Orden de Uatsamonga (2008, Osetia del Sur)[15]
- Orden de la Amistad (1 de septiembre de 2011, Rusia)
- Orden de Umayyads de primera clase (2018, Siria)